# Turdus jamaicensis
El zorzal jamaicano o tordo de ojos blancos (Turdus jamaicensis) es una especie de ave paseriforme de la familia de los túrdidos. Es endémica de la isla de Jamaica.

## Hábitat
Su hábitat natural son los bosques húmedos, bosques montanos y zonas degradadas. Está clasificado como preocupación menor por la IUCN.